# Мегаліти Криму
В Україні в бронзову і ранню залізну добу зводилися мегаліти. Дослідники вважають, що секрети їх будівництва принесли сюди народи-мігранти з Північного Кавказу або Середземномор'я, де споруди з кам'яних плит і блоків з'явилися вже в IV тис. до н. е. Мегаліти було знайдено на Волині, Поділлі, Київщині, узбережжі Азовського і Чорного морів, в Криму.
При будівництві великого дольмена біля села Колодязне на Житомирщині стародавні архітектори використовували десять поставлених на ребро кам'яних плит, а з трьох була споруджена крівля. Гробниця призначалася для членів однієї сім'ї — чоловіка, трьох жінок, двох хлопців і декількох дітей.
Кам'яні огорожі зводилися на підвалинах степових курганів, а на їх вершинах встановлювалися плити-менгіри із зображеннями людських фігур. В кургані біля села Тимофіївка на Інгульці археологи знайшли кромлех з блоків заввишки понад 2,5 м, встановлених в спеціальні гнізда. Декілька курганів, розташованих поряд, іноді об'єднувалися в єдиний комплекс «алеями» з укопаних рівними рядами каменів. Надгробки, подібні до українських, є відомими на Кавказі і Півдні Франції, а найбільша «алея менгірів» в Європі розташована біля Карнака в Бретані.

## Мегалітична архітектура у Криму

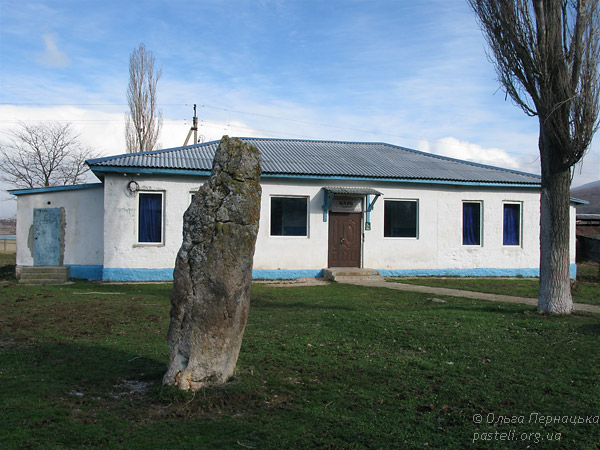
Скельський менгір в Байдарській долині, Крим, Україна

Дольмени Криму, імовірно, є гробницями представників народів ранньої залізної доби, кімерійців і таврів. У VIII ст. до н. е. скіфи витіснили кімерійців з Північного Причорномор'я до Криму. Таврів уперше в V ст. до н. е. описав грецький історик Геродот. Цей народ (від назви якого походить стародавня назва Криму — Таврида) мешкав в укріплених поселеннях в горах і вздовж усього узбережжя. На думку вчених, таври — відвічні жителі Криму, нащадки племен бронзової доби, які в III тис. до н. е. зводили кургани в передгірному та гірському Криму.
Кримські дольмени складено з поставлених на ребро плит (їх довжина досягає 2 м, висота — понад 1 м, товщина — 0,3 м, вага — 2 т), сполучених за допомогою пазів і перекритих кам'яною «кришкою». Стіни зсередини розписано мінеральними фарбами чорного, червоного і білого кольорів, орнаментами у вигляді «ялиночок», «драбинок», трикутників, ромбів, спіралей, прямокутників. Іноді кам'яні ящики прикрашено продряпаними зображеннями людей і тварин. У таких гробницях померлих ховали протягом декількох десятків років, поки ящик не наповнювався. Потім його звільняли від кісток, залишаючи лише черепи. В одній з гробниць могильника Мал-Муз в Байдарській долині археологи нарахували їх 68. Разом з померлими поміщали глиняні судини, кам'яні бойові молоти, кременеві та бронзові ножі і кинджали, кінську збрую, серпи, списи, стріли, сокири, браслети, спіральні підвіски, шпильки, намистини, персні та інші прикраси. Великі таврські некрополі, окрім Байдарської долини, розташовані на узбережжі біля Сімеїзу (на горі Кішка), Кацивелі та Ореанди. У Капсельській долині біля Судака знаходяться 90 дольменів і шість 3-метрових менгірів. Поряд, біля села Сонячна Долина, розташовано стародавнє святилище з менгіром. У Севастопольському районі біля села Джерельне встановлено вертикально два блоки мармуроподібного вапняку заввишки 2,8 і 1,2 м, перший з яких важить близько 6 т.
Іноді конструкція похоронних споруд була досить складною: над дольменами в товщі насипу зводилися напівсферичні або конусоподібні склепіння з кам'яних плит, доповнені огорожею-кромлехом. У 1886 досліджено «Алуштинський Стоунхендж», в підвалинах якого знаходився кромлех з 29 каменів, а під насипом — гробниця. Внутрішня поверхня насипу, усіяна невеликими каменями, здавалася вимощеною. В її центрі було встановлено кам'яний стовп. Простір навколо кургану заповнювали окремі камені, два з яких утворювали вхід. Після розкопок цю унікальну пам'ятку бронзової доби було майже повністю знищено.
Кімерійці першими із стародавніх народів, які населяли землі України, почали виготовляти кам'яні стели із зображеннями вождів або жерців. Сьогодні відомо про знахідки близько 300 таких пам'яток, виявлених на Дніпропетровщині, Полтаві, Кіровоградщині та в Криму. В давнину їх встановлювали в святилищах на вершинах курганів і присвячували померлим героїзованим предкам і богам. Більшість надгробків — дуже прості, зображення голови на них відсутнє. Зустрічаються і складніші у виготовленні стели, що передають риси обличчя, деталі одягу (шийні намиста, пояси) і предмети озброєння (кинджали, сагайдаки, луки).
Унікальний кам'яний ідол було знайдено в кургані біля села Керносівка на Півдні України. Він має вид чотиригранного стовпа, прикрашеного рельєфами. На передній грані представлені чоловіча особа і руки, складені на грудях. На рівні поясу висічено дві сокири і меч, в нижній частині стовпа зображено коней. На «спині» ідола — орнамент у вигляді «ялиночки» (який зображає хребет і ребра або татуїровку), а в нижній частині плити чітко видно дві ступні.
Відповідно, людину представлено такою, яка стоїть навколішки в позі молитви. На бічних гранях ідола — геометричні орнаменти, риби (?), тварини і маленькі фігурки лежачих людей (переможені вороги).
Дослідники вважають кімерійців творцями «циклопічних» крепід двох курганів, розташованих біля Керчі, — Золотого і Кара-Оба. їх насипи в давнину були оточені подвійними рядами вертикальних вапнякових плит, висота яких досягала 4,5 м. Від Золотого кургану в бік Азовського моря простягнувся 33-кілометровий вал, який називається «Кімерійським».
Рідкісним різновидом мегалітів є «дольмени, які коливаються», точку опори яких було знайдено настільки точно, що це дозволяє приводити величезні горизонтальні брили в рух легким натисненням руки, і при цьому вони не втрачають рівноваги. Один з таких «каменів, які коливаються», в XIX ст. бачив на горі Кішка поблизу Сімеїзу дослідник Криму П. Кеппен: величезна брила, під один бік якої були підкладені дрібні камені, трималася лише на одній точці і при щонайменшому струсі могла втратити хистку рівновагу і звалитися в прірву.
Один з дослідників кримських мегалітів, Д. де Монпере (XIX ст.), зараховував до них також «циклопічні сходи» і укріплення на горах Кастель, Ай-Тодор, Чатир-Даг. Він же виявив схожість між кримськими мегалітами та подібними спорудами Середземномор'я.
«Чортові сходи» (татарською «Шайтан-Мердвен») розташовані на схід від Балаклави на гірському перевалі, який в давнину сполучав Південний берег з Гірським Кримом. У перших століттях нової ери тут проходила військова дорога, яка сполучала Херсонес Таврійський з римською фортецею Харакс. «Сходи» є природними скельними уступами, «підправленими» рукою людини для зручності пересування. У багатьох її місцях спорудили підпірні стіни і підтесали сходи. Загальна довжина сходів — близько 250 м, висота — 100 м по вертикалі, на них близько 40 поворотів.
Ще одні сходи, які за розміром поступаються «Чортовим», розташовані в Східному Криму на горі Караул-Оба поряд з селищем Новий Світ. Вони вирубані в тріщині скелі і закручені у формі спіралі. Імовірно, їх спорудили таври, гірський притулок яких в VII—VI ст. до н. е. знаходився поряд.

## Збереження і охорона пам'яток мегалітичної архітектури
В наші дні місця розташування подібних унікальних пам'яток первісної історії забуті, а більшість українських мегалітів, які збереглися, перебувають в товщах курганних насипів або в труднодоступних гірських та степових районах. Тому побачити їх набагато складніше, ніж такий популярний у туристів об'єкт як Стоунхендж. Напевно, через недоступність наших мегалітів про них не складено стільки легенд, як про подібні споруди в інших куточках світу. А шкода, адже українські «стоунхенджі» хоч і поступаються в розмірах відомому «родичу», мають не менш цікаву і захоплюючу історію, яка ще чекає на своїх дослідників.